# Stjepan Haramija
Stjepan Haramija (1851.−1913.), bio je hrvatski veletrgovac, poduzetnik i veleposjednik i dobrotvor. Djelovao je na Sušaku. Korijeni su mu iz Šmrike kod Kraljevice. Izvori na talijanskom jeziku ime mu pišu u obliku Stefano Haramia.
Još u mladosti doselio je u riječki kraj. Istakao se kršćanskim duhom, radom, iskrenošću, požrtvovnim rodoljubljem, pomaganjem rodbine, siromaha, siromašnih crkava. To mu je priskrbilo veliki ugled u društvu. Kotarski sud na Sušaku preselio se u zgradu koju im je priskrbio Haramija, a koja je udovoljavala najnovijim ondašnjim uvjetima.
Okušao se i u politici te je bio zastupnikom u općini. U gospodarstvu ga Sušak pamti po mlinu na valjke koji je osnovao 1890-ih i po trgovini poljoprivredne i kolonijalne robe. Bio je šurjak tvorničara Gjure Ružića.